# Историја истополних заједница
Ово је историја истополних заједница у културама широм света. Постојали су различити типови истополних заједница, од неформалних, несанкционисаних и привремених веза до високо ритуализованих заједница које су укључивале и брак. Државно признате истополне заједнице недавно су постале све прихваћеније, па су различите земље признале истополне бракове или друге врсте синдиката.

## Стари свет

### Европа, Блиски исток и Кина
Постоји историја документираних истополних заједница широм света. Постојали су различити типови истополних заједница, од неформалних, неодобрених веза до високо ритуализираних заједница.
Истополне заједнице биле су познате у старој Грчкој и Риму, древној Месопотамији, у неким регијама Кине, попут провинције Фуђен, и у одређено време у древној европској историји.
Брачне праксе и ритуали истог пола били су више признати у Месопотамији него у старом Египту. Алманах инкантација садржавао је молитве које су на једнакој основи фаворизовале љубав мушкарца према жени и мушкарца према мушкарцу.
У јужној кинеској провинцији Гуангдунг, током периода династије Минг, жене би се у разрађеним церемонијама везале уговорима за млађе жене. Мушкарци су такође ушли у сличне аранжмане. Ова врста аранжмана је такође била слична у древној европској историји.
Пример егалитарног мушког домаћег партнерства из периода кинеске династије Џоу забележен је у причи о Пан Жангу и Ванг Жонгкијану. Иако је однос јасно одобрен од стране шире заједнице и упоређен је са хетеросексуалним браком, он није укључивао верску церемонију која је везивала пар.
Нека рана западна друштва интегрисала су истополне везе. Пракса истополне љубави у старој Грчкој често је попримала облик педерастије, која је била ограниченог трајања и у многим случајевима коегзистирала са браком. Документовани случајеви у овом региону тврдили су да су ти синдикати привремени педерастички односи. Ови синдикати створили су Грцима моралну дилему и нису били универзално прихваћени.
Најмање два римска императора била су у истополним заједницама; а у ствари се сматра да је тринаест од првих четрнаест римских царева било бисексуалне или искључиво хомосексуалне оријентације. Први римски цар који се оженио мушкарцем био је Нерон, за кога се наводи да се оженио са још два мушкарца у различитим приликама. Прво са једним од својих ослобођених, Питагором, коме је Нерон преузео улогу младе, а касније се као младожења оженио дечаком како би заменио своју младу тинејџерку, коју је убио по имену Спорус на врло јавној церемонији... са свим свечаностима брака и живео је с њим као са супругом. Пријатељ је поклонио „невесту“ „како то закон налаже“. Брак је прослављен одвојено и у Грчкој и у Риму на екстравагантним јавним церемонијама. Дете цар Елагабал назвао је свог мужа возача запрежних кола, плавокосог роба из Карије по имену Хијерокле. Оженио се и спортистом по имену Зотикус на раскошној јавној церемонији у Риму усред радости грађана.
Постоје записи о истополним браковима који датирају из првог века наше ере. Нерон је био први, мада за то не постоје законске одредбе у римском праву, а био је забрањен у Римском царству у закону од 342. године, али текст је корумпиран, "удаје се за жену" nubit feminam би могао бити cubit infamen "одлази у кревет на нечастан начин са мушкарцем" као осуда хомосексуалног понашања међу мушкарцима.
У хеленској Грчкој, педерастички односи између грчких мушкараца (ерастес) и младих (ероменос) били су слични браку по томе што је старост младих била слична доби у којој су се жене удавале (средина тинејџерског доба, мада у неким градским државама, са седам година), а однос се могао успоставити само уз пристанак оца. Овај пристанак, баш као и у случају удаје ћерке, био је зависан од друштвеног положаја просца. Однос се састојао од веома специфичних друштвених и верских одговорности и имао је и сексуалну компоненту. За разлику од брака, међутим, педерастична веза била је привремена и окончана је када је дечак напунио седамнаест година.
У исто време, многи од ових односа могли би се јасније схватити као менторски односи између одраслих мушкараца и младића, а не као брака. Ово је посебно тачно у случају Спарте, где је веза била намењена унапређењу војне обуке једног дечака. Иако је веза уобичајено била доживотна и од дубоког емоционалног значаја за учеснике, савремена култура је није сматрала браком, а однос се наставио чак и након што су учесници напунили 20 година и удали се за жене, што се очекивало у култури.
Бројни примери истополних заједница међу вршњацима, који нису структурирани према годинама, налазе се у старогрчким списима. Познати грчки парови у истополним везама су Хармодиус и Аристогитон, Пелопидас и Епаминондас те Алекандер и Богоас. Међутим, ни у једној од ових истих полних заједница грчка реч за „брак“ никада није поменута. Чини се да су Римљани први склапали истополне бракове.
Конубијум је постојао само између цивис Романус и цивис Романа (то јест, између мушког римског грађанина и једне римске грађанке), тако да брак између два римска мушкарца (или са робом) не би имао правни статус у римском праву ( осим, вероватно, од произвољне цареве воље у два горе поменута случаја).
Хришћански цареви Констанције и Констанс 16. децембра 342. године ван закона забранили су истополне бракове. Овај закон изричито забрањује бракове између мушкараца и гласи:
| „                            | Кад се мушкарац „ожени“ на начин жене, „жена“ која се спрема одрећи мушкараца, шта жели, када је секс изгубио значај; када је злочин злочин за који није исплативо знати; када се Венера промени у други облик; кад се љубав тражи а не налази? Наређујемо да се донесу статути, да се закони наоружају мачем за освету, да се те злогласне особе које су сада или које ће можда бити криве подвргну изузетној казни. | ” |
| — (Теодосијев законик 9.7.3) | |   |

Према Робин Лејн Фок, међу необичним обичајима изоловане оазе Сива (сада Египат, некад Либија), један од великих антика који је преживео до 20. века била је мушка хомосексуалност и истополни бракови.

### Политика ранохришћанске цркве и средњег века
Као и друге филозофије и религије тог доба, све утицајније хришћанство је промовисало брак у репродуктивне сврхе. Учење Талмуда и Торе, те Библије, сматрало се да изричито забрањује поступке супротне природи и вољи Створитеља и морални недостатак. Чак и након усвајања Теодосијев законика, хришћански цареви наставили су да прикупљају порез на проститутке до владавине Анастасија (491–518). 390. године, хришћански цареви Валентинијан, Теодосије и Аркадије прогласили су хомосексуални секс незаконитим, а они који су за то криви осуђени су на живо спаљивање пред јавношћу. Хришћански цар Јустинијан (527–565) учинио је хомосексуалце жртвеним јарцем за проблеме попут „глади, земљотреса и куга“. Иако је хомосексуалност била толерисана у предхришћанском Риму, ипак је била контроверзна. На пример, аргументи против истополних веза укључени су у Плутархову Моралију.
Након средњег века у Европи, истополне везе су се све више мрзиле и забраниле у многим земљама или црква или држава. Ипак, историчар Џон Босвел је тврдио да је Аделфопозис или стварање брата представљало рани облик верског истополног брака у православној цркви. Алан Бреј је сматрао да обред Ordo ad fratres faciendum ("Наредба за стварање браће") служи истој сврси у средњовековној Римокатоличкој цркви.
У касносредњовековној Француској могуће је да је пракса склапања правног уговора о „братској заједници“ (афреремент) обезбедила возило за грађанске заједнице између неповезаних одраслих мушкараца који су се обавезали да живе заједно делећи „un pain, un vin, et une bourse“ - један хлеб, једно вино и једна торбица. Ова правна категорија може представљати један од најранијих облика санкционисаних истополних заједница.
Католичка црква је одувек тврдила да је брак (који се назива и Света женидба) сакрамент који је установио Христос, између крштеног мушкарца и крштене жене.
Истополни брак између двојице мушкараца Педра Диаза и Муна Вандилаза у галицијској општини у Шпанији догодио се 16. априла 1061. Венчао их је свештеник у малој капели. Историјски документи о црквеном венчању пронађени су у манастиру Сан Салвадор де Селанова.

### Рани-модерни период
Мишел де Монтањ, француски филозоф и истакнути есејист из 16. века, извештава да је чуо опис треће стране истополног венчања које се догодило неколико година раније користећи уобичајене тридентинске брачне церемоније Римокатоличке цркве. Речено је да се свечаност одржала неколико година пре 1581. у базилици Сан Ђовани а Порта Латина у Риму.

### Модерна времена
У 20. и 21. веку дошло је до легализације различитих врста истополних заједница. Од јула 2020. истополни бракови тренутно су легални у шеснаест европских земаља: Аустрији, Белгији, Данској, Финској, Француској, Немачкој, Исланду, Ирској, Луксембургу, Малти, Холандији, Норвешкој, Португалу, Шпанији, Шведској и Уједињено Краљевство.
Друге врсте признавања истополних заједница (грађанске заједнице или регистрована партнерства) су од јула 2020. легалне у додатних четрнаест европских земаља: Андори, Хрватској, Кипру, Чешкој, Естонији, Грчкој, Мађарској, Италији, Лихтенштајну, Монако, Црна Гора, Сан Марино, Словенија и Швајцарска.
Референдум о промени Устава Републике Ирске којим се дозвољавају истополни бракови одржан је 22. маја 2015. године и одобрио је предлог да се у Устав дода следећа декларација: „брак могу закључити у складу са законом две особе без разлике као њиховом полу."

## Америка

### Античка времена
У Северној Америци, међу друштвима домородаца Америке, постојала је хомосексуалност, а неки су тврдили да је дошло до истосполних заједница са особама познатим као дводушни, али не постоје никаква документација или докази о истополним браковима. „У многим племенима, појединци који су ступили у истополне везе сматрани су светим и третирани су са највећим поштовањем и прихватањем“, сматра антрополог Брајан Гили.

### Модерна времена
Дана 20. јула 2005. Канада је постала четврта држава у свету и прва држава у Америци која је легализовала истополне бракове широм земље доношењем Закона о грађанском браку који је дао родно неутралну дефиницију брака. Судске одлуке, почевши од 2003, већ су легализовале истополне бракове у осам од десет провинција и једној од три територије, чији становници чине око 90% становништва Канаде. Пре усвајања Закона, више од 3.000 истополних парова већ се венчало у тим областима. Већина правних бенефиција које се обично повезују са браком проширена је на ванбрачне истополне парове од 1999.
У Сједињеним Државама током 19. века признат је однос две жене које су се дугорочно обавезале једна на другу и живеле заједно, што се у то време називало бостонским браком; међутим, тадашња јавност вероватно није претпостављала да су сексуалне активности део везе.
САД су легализовале истополни брак 2015. године у свих педесет држава.